# Zabrost Wielki
Zabrost Wielki (deutsch Groß Sobrost) ist ein Ort in der polnischen Woiwodschaft Ermland-Masuren. Er gehört zur Landgemeinde Budry (Buddern) im Powiat Węgorzewski (Kreis Angerburg).

## Geographische Lage
Das Dorf liegt im ehemaligen Ostpreußen  am Nordufer der Angerapp (polnisch Węgorapa) im Gebiet der polnisch-russischen Staatsgrenze. Bis zur früheren und heute auf russischem Staatsgebiet gelegenen Kreisstadt Darkehmen (1938 bis 1946 Angerapp, russisch Osjorsk) sind es elf Kilometer in nordöstlicher Richtung. Die heutige Kreismetropole Węgorzewo (Angerburg) ist 17 Kilometer in südwestlicher Richtung entfernt.

## Geschichte

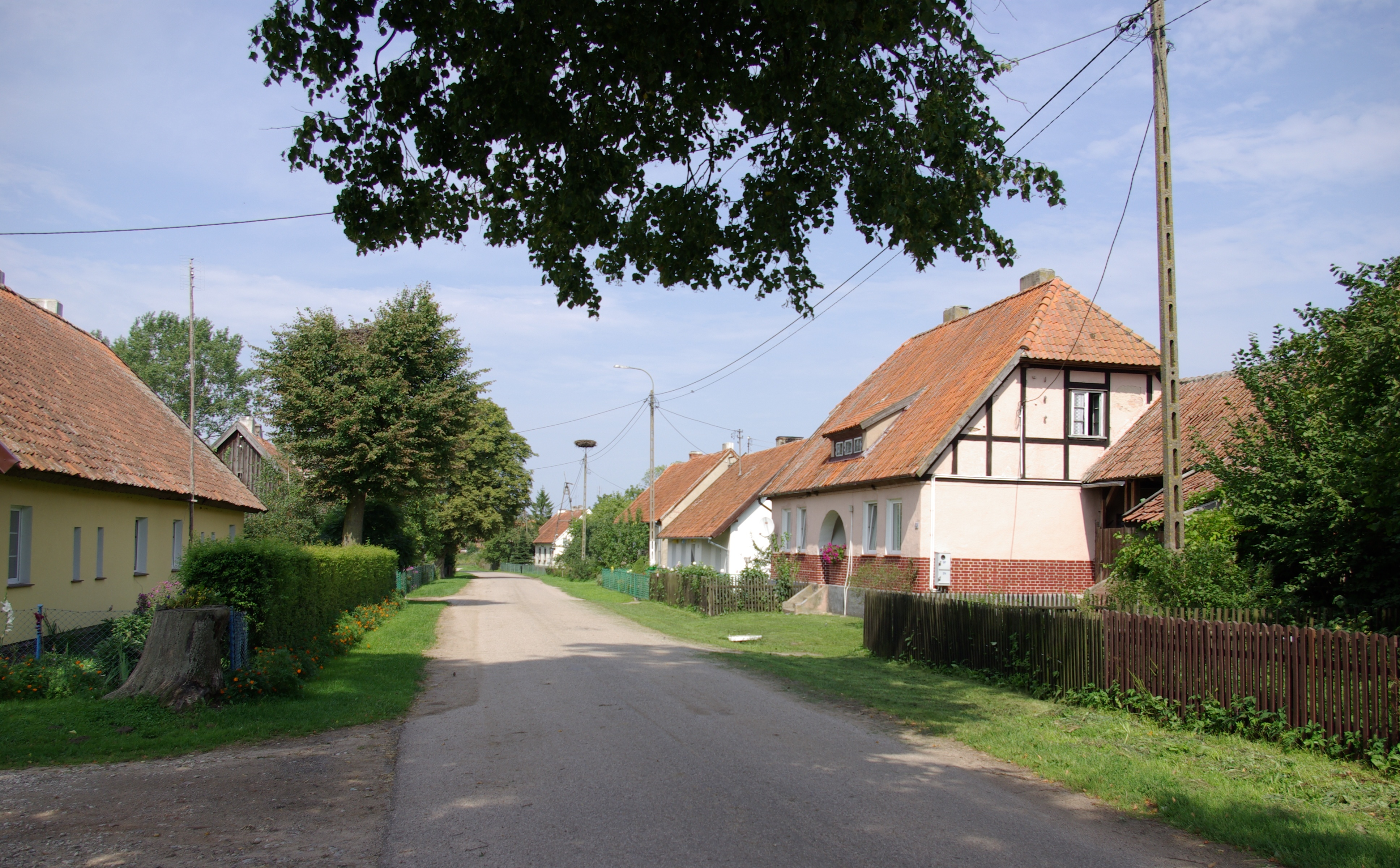
Dorfstraße

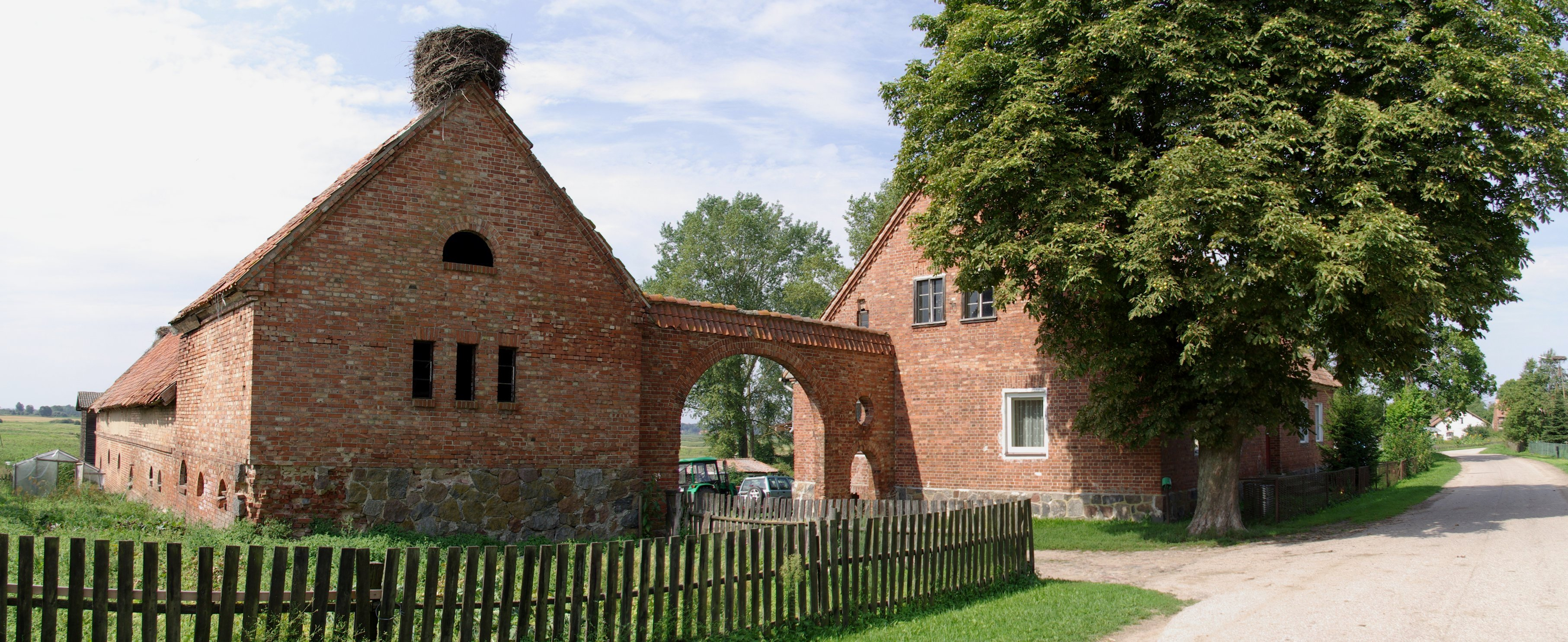
Toreinfahrt eines Bauerngehöfts, die bereits am Anfang des 20. Jahrhunderts vorhanden gewesen war

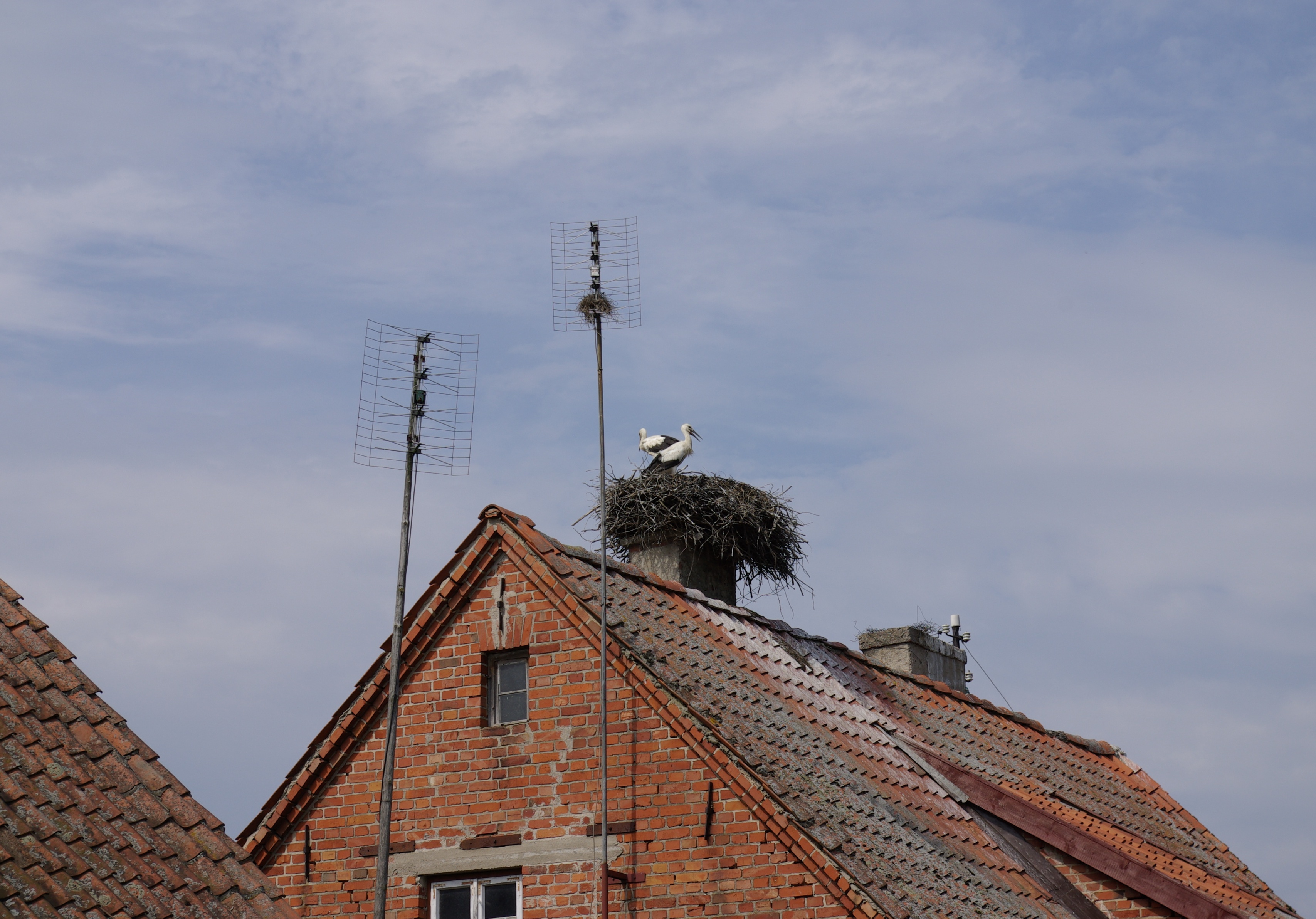
Storchenidylle in Zabrost Wielki

Ältere Formen des Ortsnamens sind Rückebrost, Rugebrost und Rungenbrust. Vor 1603 hieß der Ort Sobrost und um 1785 bis 1945 mit Namenszusatz Groß Sobrost.
Das Dorf wurde erstmals 1360  zur Zeit des Deutschordensstaats  erwähnt. Um 1785 wird die Ortschaft als „adliges Dorf“  mit 22 Feuerstellen (Haushaltungen) bezeichnet, das in das Kirchspiel des Nachbarorts Dombrowken eingepfarrt ist.
Am 6. Mai 1874 wurde der Ort Amtsdorf und namensgebend für einen Amtsbezirk, der bis 1945 bestand und zum Kreis Darkehmen im Regierungsbezirk Gumbinnen der preußischen Provinz Ostpreußen gehörte.
Zu Beginn des Ersten Weltkriegs war Groß Sobrost 1914 von  zaristischen Truppen bis auf das massive Schulhaus weitgehend zerstört und in einen mit Schützengräben durchzogenen Schutt- und Trümmerhaufen verwandelt  worden; nach Kriegsende wurde das zerstörte Dorf wieder neu aufgebaut.
Gegen Ende des Zweiten Weltkriegs wurde die Region mit Sobrost im Frühjahr 1945 von der Roten Armee besetzt und anschließend gemäß dem Potsdamer Abkommen zusammen mit der südlichen Hälfte Ostpreußens von der Sowjetunion dem kommunistischen Regime der Volksrepublik Polen zur Verwaltung unterstellt. Das Dorf erhielt nun die polnische Ortsbezeichnung „Zabrost Wielki“.  Soweit die deutschen Einwohner  nicht vor Kriegsende geflohen waren, wurden sie in der Folgezeit  aus dem Kreisgebiet vertrieben; sie durften nach Kriegsende nicht in ihren Besitz zurückkehren. 
Heute ist das Dorf Sitz eines Schulzenamtes (polnisch sołectwo), zu dem neben Zabrost Wielki die Ortschaften Dąbrówka (Dombrowken, 1938 bis 1945 Eibenburg), Sąkieły Wielkie (Groß  Sunkeln) und Skalisze (Skallischen, 1938 bis 1945 Altheide) gehören, und es stellt eine Ortschaft im Verbund der Landgemeinde Budry (Buddern) im Powiat Węgorzewski (Kreis Angerburg) dar, vor 1998 der Woiwodschaft Suwałki, seitdem der Woiwodschaft Ermland-Masuren zugehörig.

### Demographie
| Jahr | Einwohnerzahl | Anmerkungen                                                              |
| 1785 | –             | 22 Feuerstellen (Haushaltungen)                                          |
| 1818 | 220           | [ 8 ]                                                                    |
| 1852 | 438           | [ 9 ]                                                                    |
| 1867 | 475           | am 3. Dezember                                                           |
| 1871 | 468           | am 1. Dezember, davon 467 Evangelische, eine katholische Person          |
| 1910 | 283           | am 1. Dezember, einschließlich der 55 Einwohner auf dem Gut Groß Sunkeln |
| 1925 | 199           | [ 12 ]                                                                   |
| 1933 | 200           | [ 12 ]                                                                   |
| 1939 | 222           | [ 12 ]                                                                   |

### Amtsbezirk Sobrost (1874–1945)
Zum Amtsbezirk Groß Sobrost bzw. Sobrost gehörten anfangs acht, am Ende noch drei Dörfer:
| Name                                                      | Heutiger Name       | Bemerkungen                                              |
| --------------------------------------------------------- | ------------------- | -------------------------------------------------------- |
| Groß Medunischken 1938–1945: Großmedien                   | Mieduniszki Wielkie |                                                          |
| Groß Sobrost                                              | Zabrost Wielki      |                                                          |
| Groß Sunkeln                                              | Sąkieły Wielkie     | 1928 nach Groß Budschen, Amtsbezirk Sunkeln eingemeindet |
| Klein Sobrost                                             | Zabrost Mały        |                                                          |
| Osznagorren 1936–1938: Oschnagorren, 1938–1945: Adlermark | Otpor               | 1928 nach Klein Sobrost eingemeindet                     |
| Ramberg                                                   | Juchowo             | 1928 nach Medunischken eingemeindet                      |
| Thalauer Revier                                           |                     |                                                          |
| Traupischker Wald                                         |                     | 1939 nach Klein Sobrost eingemeindet                     |

Am 1. Januar 1945 bestand der Amtsbezirk Sobrost noch aus den Dörfern: Groß Sobrost, Klein Sobrost und Groß Medunischken.

## Kirche
Kirchlich war Groß Sobrost bis 1945 in die evangelische Kirche Dombrowken in der Kirchenprovinz Ostpreußen der Kirche der Altpreußischen Union bzw. in die katholische Kirche Darkehmen im Bistum Ermland eingepfarrt.
Heute gehört Zabrost Wielki zur katholischen Kirche in Dąbrówka im Bistum Ełk (Lyck) der Römisch-katholischen Kirche in Polen und zur evangelischen Kirchengemeinde in Węgorzewo (Angerburg), einer Filialgemeinde der Pfarrei Giżycko (Lötzen) in der Diözese Masuren der Evangelisch-Augsburgischen Kirche in Polen.

## Verkehr
Trotz seiner Lage im polnisch-russischen Grenzgebiet ist Zabrost Wielki verkehrsgünstig zu erreichen, es liegt an einer Nebenstraße, die bei Budry (Buddern) von der polnischen Woiwodschaftsstraße DW 650 (einstige deutsche Reichsstraße 136) abzweigt und über Budzewo (Groß Budschen), Sąkieły Małe und  Sąkieły Wielkie (Klein und Groß Sunkeln) nach Mieduniszki Wielkie (Medunischken, 1938 bis 1945 Großmedien) führt. Eine Bahnanbindung besteht nicht. 